# District de Licheng (Jinan)
Pour les articles homonymes, voir Licheng.
Le district de Licheng (历城区 ; pinyin : Lìchéng Qū) est une subdivision administrative de la province du Shandong en Chine. Il est placé sous la juridiction de la ville sous-provinciale de Jinan.